# Ilybius hozgargantae
Ilybius hozgargantae là một loài bọ cánh cứng trong họ Bọ nước. Loài này được Burmeister miêu tả khoa học năm 1983.